# Mocyta amblystegii
Mocyta amblystegii är en skalbaggsart som först beskrevs av Lars Zakarias Brundin 1952.  Mocyta amblystegii ingår i släktet Mocyta och familjen kortvingar. Inga underarter finns listade i Catalogue of Life.